# Magnesiostaurolite
La magnesiostaurolite è un minerale.